# Tom Parker (zanger)
Thomas Anthony (Tom) Parker (Bolton (Greater Manchester), 4 augustus 1988 – Londen, 30 maart 2022) was een Engelse zanger, die vooral bekend werd als lid van de Brits-Ierse boyband The Wanted.

## Carrière
Parker groeide op in Bolton en leerde gitaarspelen op zestienjarige leeftijd, nadat hij de gitaar van zijn oudere broer had uitgeprobeerd. Hij deed vervolgens auditie voor The X Factor maar kwam niet voorbij de eerste ronde. Hij ging naar Manchester Metropolitan University en studeerde aardrijkskunde. Parker sloot zich aan bij een Take That-tribute-band die bekendstaat als Take That II en toerde door Noord-Engeland voordat hij in 2009 bij The Wanted kwam.
Als lid van de boyband The Wanted heeft Parker tien UK top 10-singles behaald en drie UK top 10-albums uitgebracht. De band behaalde ook wijdverbreid internationaal succes en heeft meer dan 10 miljoen platen verkocht.
Parker was ook een dj en werkte samen met Richard Rawson aan een nummer genaamd Fireflies, dat in augustus 2014 werd uitgebracht. In mei 2015 werd bevestigd dat hij deel zou nemen aan de Britse versie van Celebrity Masterchef. Hij werd uitgeschakeld tijdens de halve finales van de competitie. In oktober 2015 bracht Parker een solo-single uit met de titel Undiscovered, samen met zijn eigen website en tourneedata. In februari 2016 werd bevestigd dat hij Tina Hobley zou vervangen in het Channel 4-programma The Jump, nadat zij op haar arm was gevallen en haar elleboog had ontwricht. Hij eindigde uiteindelijk als derde in de reeks.
In 2017 werd Parker gecast in de Britse tournee van Grease als Danny Zuko.

## Privéleven
Parker trouwde in 2018 met actrice Kelsey Hardwick. Ze kregen een dochter in 2019 en een zoon in 2020.
Op 12 oktober 2020 maakte Parker bekend dat bij hem een niet-operabele hersentumor was vastgesteld. Hij overleed daaraan in een hospice in maart 2022 op 33-jarige leeftijd.